# Mas-Saintes-Puelles
Mas-Saintes-Puelles är en kommun i departementet Aude i regionen Occitanien  i södra Frankrike. Kommunen ligger  i kantonen Castelnaudary-Sud som ligger i arrondissementet Carcassonne. År 2022 hade Mas-Saintes-Puelles 937 invånare.

## Befolkningsutveckling
Antalet invånare i kommunen Mas-Saintes-Puelles
Referens: INSEE